# Желтопи
Желтопи — деревня в Кезском районе Удмуртской республики.

## География
Находится в северо-восточной части Удмуртии на расстоянии приблизительно 19 км на восток-северо-восток по прямой от районного центра поселка Кез.

## История
Известна с 1873 года как починок Верх-Лыпский у речки Зекшура (Жолтой-пи) с 2 дворами. В 1905 году было учтено 8 дворов, в 1924 (Желтойпи) — 10. С 1932 года деревня. До 2021 года входила в состав Кузьминского сельского поселения.

## Население
Постоянное население составляло 14 человек (1873), 56 (1905), 49 (1924, все русские), 337 человек в 2002 году (удмурты 28 %, русские 72 %), 268 в 2012.